# Liga del Fútbol Profesional Boliviano 1984
La Liga del Fútbol Profesional Boliviano 1984 è stata la 8ª edizione della massima serie calcistica della Bolivia, ed è stata vinta dal Blooming.

## Formula
Il campionato si disputa con il girone unico; le prime otto passando alla seconda fase, da cui quattro squadre si qualificano poi alle semifinali.

## Prima fase
| Pos. | Squadra             | Pt | G  | V  | N  | P  | GF | GS | DR  |
| ---- | ------------------- | -- | -- | -- | -- | -- | -- | -- | --- |
| 1.   | Oriente Petrolero   | 40 | 26 | 17 | 6  | 3  | 59 | 26 | +33 |
| 2.   | Bolívar             | 39 | 26 | 17 | 5  | 4  | 71 | 22 | +59 |
| 3.   | Blooming            | 38 | 26 | 17 | 4  | 5  | 62 | 28 | +34 |
| 4.   | Wilstermann         | 34 | 26 | 15 | 4  | 7  | 54 | 31 | +23 |
| 5.   | The Strongest       | 32 | 26 | 13 | 6  | 7  | 59 | 35 | +24 |
| 6.   | Petrolero           | 29 | 26 | 11 | 7  | 8  | 33 | 36 | -3  |
| 7.   | Chaco Petrolero     | 24 | 26 | 10 | 4  | 12 | 42 | 48 | -6  |
| 8.   | San José            | 23 | 26 | 6  | 11 | 9  | 43 | 43 | 0   |
| 9.   | Real Santa Cruz     | 22 | 26 | 9  | 4  | 13 | 34 | 40 | -6  |
| 10.  | Aurora              | 21 | 26 | 6  | 9  | 11 | 35 | 42 | -7  |
| 11.  | Guabirá             | 20 | 26 | 8  | 4  | 14 | 35 | 58 | -23 |
| 12.  | Deportivo Municipal | 15 | 26 | 6  | 3  | 17 | 24 | 55 | -31 |
| 13.  | Magisterio Rural    | 15 | 26 | 5  | 5  | 16 | 35 | 77 | -42 |
| 14.  | Primero de Mayo     | 12 | 26 | 3  | 6  | 17 | 22 | 67 | -45 |

## Seconda fase

### Serie A
| Pos. | Squadra           | Pt | G | V | N | P | GF | GS | DR  |
| ---- | ----------------- | -- | - | - | - | - | -- | -- | --- |
| 1.   | The Strongest     | 8  | 6 | 3 | 2 | 1 | 14 | 6  | +8  |
| 1.   | Oriente Petrolero | 8  | 6 | 3 | 2 | 1 | 8  | 5  | +3  |
| 3.   | Wilstermann       | 7  | 6 | 3 | 1 | 2 | 8  | 6  | +2  |
| 4.   | San José          | 1  | 6 | 0 | 1 | 5 | 7  | 20 | -13 |

### Serie B
| Pos. | Squadra         | Pt | G | V | N | P | GF | GS | DR  |
| ---- | --------------- | -- | - | - | - | - | -- | -- | --- |
| 1.   | Bolívar         | 10 | 6 | 5 | 0 | 1 | 24 | 5  | +19 |
| 2.   | Blooming        | 8  | 6 | 4 | 0 | 2 | 17 | 5  | +12 |
| 3.   | Petrolero       | 5  | 6 | 2 | 1 | 3 | 5  | 14 | -9  |
| 4.   | Chaco Petrolero | 1  | 6 | 0 | 1 | 5 | 1  | 23 | -22 |

## Fase finale

### Semifinali

#### Andata
| Arbitro: | Vargas |

|                                     |           |  |
| Romero 21’ Messa 26’, 48’ Borja 42’ | Marcatori |  |

| Arbitro: | Aliaga |

|                       |           |  |
| Sánchez 64’ Rojas 87’ | Marcatori |  |

#### Ritorno
| Arbitro: | Aliaga |

|                 |           |              |
| Antelo 18’, 90’ | Marcatori | 79’ Martínez |

| Arbitro: | Vargas |

|                        |           |                        |
| López 16’ Bengolea 25’ | Marcatori | 72’ Rojas 91’ Paniagua |

### Finale

#### Andata
| Arbitro: | Antequera |

|                                      |           |                              |
| Rojas 1’, 23’ Melgar 25’ Sánchez 53’ | Marcatori | 17’ Figueroa 68’, 93’ Romero |

#### Ritorno
| Arbitro: | Ortubé |

|                                                            |           |                               |
| Romero 46’ (rig.), 75’ Borja 62’ Martínez 82’ Enríquez 86’ | Marcatori | 25’, 31’ Sánchez 61’ Paniagua |

#### Spareggio
| Arbitro: | Ortubé |

|            |           |  |
| Melgar 88’ | Marcatori |  |

## Verdetti
- Blooming campione nazionale
- Blooming e Bolívar in Coppa Libertadores 1985
- Guabirá e Primero de Mayo retrocessi
- Ciclón, Wilstermann Cooperativas e Destroyers promossi dalla seconda divisione.

## Classifica marcatori
| Gol |  |  | Giocatore               | Squadra           |
| --- |  |  | ----------------------- | ----------------- |
| 38  |  |  | Víctor Hugo Antelo      | Oriente Petrolero |
| 31  |  |  | Juan Carlos Sánchez     | Blooming          |
| 25  |  |  | Erwin Romero            | Bolívar           |
| 21  |  |  | Silvio Rojas            | Blooming          |
| 19  |  |  | Miguel Gutiérrez Ficleo | Wilstermann       |
| 17  |  |  | Ovidio Messa            | Bolívar           |
| 15  |  |  | Horacio Baldessari      | Bolívar           |
| 15  |  |  | Ramiro Portugal         | Chaco Petrolero   |
| 14  |  |  | Barrote                 | Aurora            |
| 12  |  |  | Juan Carlos Oropeza     | The Strongest     |
| 12  |  |  | Víctor Martínez Flores  | Bolívar           |